# Anna Iljuštšenková
Anna Iljuštšenková (* 12. října 1985, Sillamäe) je estonská atletka, jejíž specializací je skok do výšky.

## Kariéra
Mezinárodní kariéru započala v roce 2004 na juniorském mistrovství světa v italském Grossetu, kde se ji nepodařilo postoupit přes kvalifikaci. O dva roky později splnila limit na evropský šampionát, který hostil švédský Göteborg. V kvalifikaci překonala napotřetí 187 cm, což k postupu do finále nestačilo. Sítem kvalifikace neprošla rovněž na Letních olympijských hrách v Pekingu v roce 2008, na halovém ME 2009 v Turíně, na světovém šampionátu v Berlíně, na halovém MS 2010 v katarském Dauhá i na halovém ME 2011 v Paříži.
První finálovou účast si připsala v roce 2010 na ME v atletice v Barceloně, kde skočila kvalifikační limit 192 cm a probojovala se do dvanáctičlenného finále. V něm se však již nezlepšila a výkonem 185 cm obsadila 11. místo. Prozatím největší úspěchy na mezinárodní scéně zaznamenala na světových letních univerziádách. V roce 2009 v Bělehradě skončila ve finále na 5. místě a o dva roky později v čínském Šen-čenu vybojovala výkonem 194 cm bronzovou medaili. Do finále postoupila také na MS v atletice 2011 v jihokorejském Tegu, kde skončila na posledním, 12. místě (189 cm). V roce 2012 se zúčastnila všech atletických vrcholů halové i letní sezóny. Na halovém MS v Istanbulu, evropském šampionátu v Helsinkách i na Letních olympijských hrách v Londýně se však nedokázala probojovat do finálových soubojů o medaile.
Společně s Italkou Alessiou Trostovou skončila na halovém ME v atletice 2013 v Göteborgu těsně pod stupni vítězů, na 4. místě. Na letní univerziádě v Kazani vybojovala výkonem 194 cm bronzovou medaili.

### Osobní rekordy
- hala – 194 cm – 2. února 2013, Arnstadt (NR)
- venku – 196 cm – 9. srpna 2011, Viljandi (NR)